# ناحیه برچویل، میشیگان
ناحیه برچویل (به انگلیسی: Burtchville Township) یک منطقهٔ مسکونی در ایالات متحده آمریکا است که در شهرستان سنت کلیر، میشیگان واقع شده‌است.
 ناحیه برچویل ۴۰٫۵ کیلومتر مربع مساحت و ۴٬۰۰۸ نفر جمعیت دارد و ۱۹۱ متر بالاتر از سطح دریا واقع شده‌است.